# シャルル・ド・コンブルース
シャルル・ジュール・フェリックス・ド・コンブルース（仏: Charles Jules Félix de Comberousse、1826年7月31日 - 1897年8月20日）は、フランスの数学教授。パリ出身。

## 略歴
1850年、コンブルースはエコール・サントラルに入学した。1886年まで、コレージュ・シャプタル、フランス農村工学学校、フランス国立工芸院などで数学教師を務めた。1862年から1890年までは、エコール・サントラル・パリで運動学と応用力学を教えた。
彼の遺体は、父アレクシス・ドコンブルースと、母フェリシー・ソントナ（Félicie Sonthonax、レジェ＝フェリシテ・ソントナの子）、妻シャルロット・リッチー（Charlotte Richey）とともにモンマルトル墓地に埋葬されている。

## 功績
ウジェーヌ・ルーシェとともに制作した幾何学の教科書はとても有名で、日本語にも翻訳されている。

## 勲章
- レジオンドヌール勲章シュヴァリエ

## 論文等
- 『Histoire de l'École centrale des arts et manufactures』Gauthier-Villars、パリ、1878年。
- Notice sur la Mécanique industrielle de Jean-Victor Poncelet (1878年)。
- Eugène Rouché、Ch. de Comberousse『Traite de géométrie』Gauthier-Villars、パリ、1865年。
- 『Cours de mathématiques』Gauthier-Villars、パリ、1862年。

### 邦訳書籍
- Eugène Rouché,Charles de Comberousse 著、樺正董 訳『普通平面幾何学教科書』三省堂、1896年。doi:10.11501/828805。
- Eugène Rouché,Charles de Comberousse 著、樺正董 訳『平面幾何学教科書』三省堂、1897年。doi:10.11501/828841。
- Eugène Rouché,Charles de Comberousse 著、樺正董] 訳『立体幾何学教科書』三省堂、1897年。doi:10.11501/828961。
- Eugène Rouché,Charles de Comberousse 著、小倉金之助 訳『初等幾何学 第1巻 平面之部』山海堂書店、1913年。doi:10.11501/930885。
- Eugène Rouché,Charles de Comberousse 著、小倉金之助] 訳『初等幾何學 第2卷 空間之部』1915年。doi:10.11501/1082037。